# لولا نوواکوویچ
لولا نوواکوویچ (به انگلیسی: Lola Novaković) (زاده ۲۵ آوریل ۱۹۳۵-درگذشته ۳ آوریل ۲۰۱۶) خواننده صربستانی بود.
او نماینده یوگسلاوی در یوروویژن ۱۹۶۲ بود.